# فروده کیئگبیه
فروده کیئگبیه (دانمارکی: Frode Kirkebjerg; ۱۰ مهٔ ۱۸۸۸ – ۱۲ ژانویهٔ ۱۹۷۵) سوارکار اهل دانمارک بود.